# Vlatko Lozanoski
Vlatko Lozanoski makedonsky Влатко Лозаноски (* 27. června 1985 Kičevo, SR Makedonie, SFR Jugoslávie, dnešní Severní Makedonie) také známý jen jako Lozano makedonsky Лозано je severomakedonský zpěvák. Spolu s Esmou reprezentoval Severní Makedonii na Eurovision Song Contest 2013 v Malmö, Švédsku.

## Kariéra
Poprvé se veřejnosti představil účastí v talentové show Mak Dzvezdi (Мак ѕвезди), která se konal od září 2007 do května 2008. O měsíc později vyhrál Grand Prix v prvním makedonském rádio festivale nazvaném Ѕвездена Ноќ (česky Hvězdná noc). Nazpíval píseň "Vrati Me" (Врати ме), což byl také jeho první oficiální singl. Jeho druhý singl byl nazýván "Obicen Bez Tebe" (Обичен без тебе).
V říjnu 2008 zpíval svůj teprve třetí oficiální singl "Vremeto Da Zastane" (Времето да застане), se kterým se účastnil nejprestižnějšího hudebního festivalu Makedonie a od poroty obdržel cenu pro debutanty. O dva dny později, na zakončovacím večeru, vyhrál cenu Grand Prix MakFestu, která mu byla udělena publikem. Dalším jeho singlem byl "Sonce Ne Me Gree".
V únoru 2009 se zúčastnil severomakedonského národního výběru pro Eurovision Song Contest 2009, zde zazpíval svůj pátý singl "Blisku Do Mene" a umístil se na čtvrtém místě. Píseň byla poté zvolena, aby reprezentovala Makedonii v internetové soutěži The Virtual Eurosong Festival, které se účastní zpěváci, kteří dané domácí národní kolo nevyhráli. V červnu 2009 se zúčastnil festivalu Pjesma Mediterana, který se konával v černohorské Budvě.
V červenci se zúčastnil Slovanského bazaru, který se koná každoročně v běloruském Vitebsku. Na soutěži se představil s písněmi „Блиску до мене“ a „Сонце не ме грее“. Ve výsledku vybojoval druhé místo spolu se zástupcem Běloruska. Následně nazpíval píseň "I'm Your Angel", spolu s Magdalenou Cvetkoskou. S písní se zúčastnil festivalu Zlatá křídla v Moldavsku, kde vyhrál druhé místo. Také byl oceněn za nejlepší mužský hlas.
Jeho debutové album neslo název "Lozano" a vydal jej na začátku roku 2010. V únoru 2010 se zúčastnil již podruhé makedonského národního výběru pro Eurovision Song Contest 2010 s písní "Letam kon tebe" (Летам кон тебе), jejž mu vynesla čtvrté místo.
Ve stejném roce se obsadil čtvrté místo na hudebním festivalu Píseň moře, který se konal v Sevastopolu. V roce 2012 vydal své druhé album s názvem Preku sedum morinja. V roce 2015 se zase zúčastnil Slovanského bazaru.

### Eurovision Song Contest 2013
Dne 28. prosince 2012 makedonský rozhlas a televize vydal prohlášení o tom, že Vlatko Lozanoski a Esma Redžepovová by mohli reprezentovat Makedonii na Eurovision Song Contest 2013 konané ve švédském Malmö. Prvně zvolenou písní pro Eurovision Song Contest 2013 byla píseň nazvaná "Imperija" (Říše), která ale bezprostředně po zveřejnění vyvolala vlnu negativních reakcí.
Proti písni a zejména videoklipu se ohradilo Řecko. To poukazovalo na fakt, že bývalá jugoslávská republika parazituje na historii, která nikdy nebyla její součástí. Sama makedonská televize píseň stáhla z postu svého eurosongu, a to do čtyřiadvaceti hodin po prezentaci. Veřejnoprávní stanice nebyla spokojena jak se skladbou, tak s jejím vzezřením, které neodpovídá současné Severní Makedonii.
Nová píseň byla proto zadána k vytvoření Darkovi Dimitrovi, Lazaru Cvetkovskimu a Smeonu Atanasovi. Text písně “Pred da se razdeni” napsala Elena Risteska, reprezentantka Severní Makedonie z roku 2007. Nakonec, tedy Severní Makedonie odjela na Eurovision Song Contest 2013 soutěžit s písní "Pred da se razdeni".
Píseň se nedokázala kvalifikovat ze 2. semifinále dne 16. května 2013 a umístila se na pozici 16 mezi sedmnácti písněmi se ziskem 28 bodů.

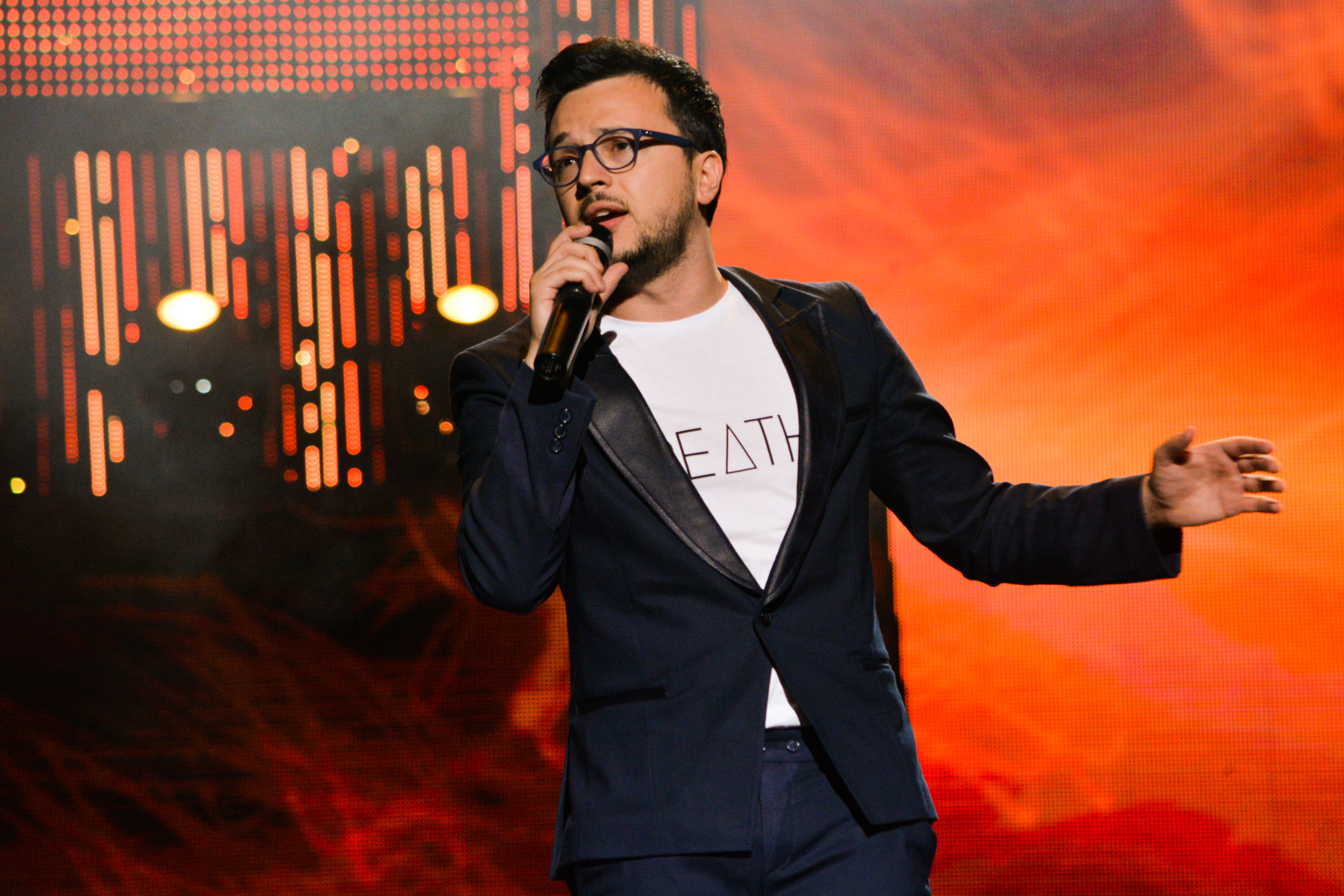
Vlatko Lozanki na Slovanském bazaru 2015 ve Vitebsku

## Diskografie

### Alba
- Lozano (Лозано, 2010)
- Preku sedum morinja (Преку седум мориња, 2012)
- Deset (Десет, 2018)

### Singly
| Rok  | Název                                         | Režisér                        |
| ---- | --------------------------------------------- | ------------------------------ |
| 2008 | Običen bez tebe (Обичен без тебе)             | -                              |
| 2009 | Solnce me ne gree (Сонце не ме грее)          | -                              |
| 2010 | Kako den jasno e (Како ден јасно е)           | Vladimir Mitrevski-Ǵule        |
| 2011 | Кога мене ќе ме немаш (Koga mene će me nemaš) | Juliany - REC Production       |
| 2012 | Нема ден, нема ноќ (Nema den, nema noć)       | Daniel Joveski                 |
| 2013 | Imperija (Империја)                           | -                              |
| 2013 | If I Could Change The World                   | -                              |
| 2014 | Mandarina (Мандарина)                         | Gorilla Films/Ognen Shapkovski |
| 2015 | Како тебе нема друга (Kako tebe nema druga)   | Gorilla Films/Goran Kostadinov |
| 2016 | Žena kako ti (Жена како ти)                   | Goran Kostadinov               |
| 2016 | Bombona (Бомбона)                             | Gorilla Films                  |
| 2017 | Ова лето ќе се памти (Ova leto će se pamti)   | Vesta Production               |
| 2018 | Kilometri (Километри)                         | Vesta Production               |
| 2018 | Jako jako (Јако јако)                         | Daniel Joveski                 |
| 2018 | Nadež (Надеж)                                 | Bojan Tasetović                |

## Události a ocenění
- Zvezdena Nok Radiski Festival, Ochrid, Makedonie (2008) – Grand Prix a nejlepší debut
- MakFest, Štip, Makedonie (2008) – Grand Prix a
- Skopje Fest 2009 – 4. místo
- Pjesma Mediterana, Budva, Černá Hora (2009)
- Slavjanski Bazar, Vitebsk, Bělorusko (2009) – 2. místo
- Golden Wings, Kišiněv, Moldavsko (2009) – 2. místo a ocenění Nejlepší zpěvák
- MARS Radiski Festival, Skopje, Makedonie (2009) – Nejposlouchanější píseň na rozhlasových stanicích a nejposlouchanější skladbu publika v Makedonii
- Skopje Fest 2010 – 4. místo
- Sea Songs, Sevastopol, Rusko (2010) – 4. místo

| Severní Makedonie na Eurovision Song Contest | Severní Makedonie na Eurovision Song Contest | Severní Makedonie na Eurovision Song Contest |
| -------------------------------------------- | -------------------------------------------- | -------------------------------------------- |
| Předchůdce: Kaliopi "Crno I Belo"            | 2013 (& Esma) Vlatko Lozanoski               | Nástupce: Tijana Dapčević "To the Sky"       |